# Pyrorchis forrestii
Pyrorchis forrestii là một loài thực vật có hoa trong họ Lan. Loài này được (F.Muell.) D.L.Jones & M.A.Clem. miêu tả khoa học đầu tiên năm 1994.